# Municipio de San Juan Colorado
El municipio de San Juan Colorado es uno de los 570 municipios que conforman al estado mexicano de Oaxaca. Pertenece al distrito de Jamiltepec, dentro de la Región Costa. Su cabecera es la localidad de San Juan Colorado.

## Geografía
El municipio abarca 119.60 km² y se encuentra a una altitud promedio de 450 m s. n. m., oscilando entre 1500 y 200 m s. n. m.

## Demografía
De acuerdo al último censo, realizado por el INEGI en 2015, en el municipio habitan 10 030 personas, repartidas entre 10 localidades.

## Principales ecosistemas
| Flora Flores: Buganvilia, gardenia, rosales y cempasúchitl. Plantas comestibles: Chepil, hierba mora y verdolaga. Árboles: Parota, chocolatillo, huapinol, roble, cacahuananche y encino. Frutos: Mango, naranja, nanche, amdarina, mamey, chico zapote. Plantas medicinales: Diente de león, itamorreal, tabaco, ruda, hierba buena y candó. Fauna Aves silvestres: Paloma, paloma ala blanca, chachalaca, gavilán, zopilote, zanate, lechuza, perico tecolote. Animales salvajes: Zorro, gato montés, tigrillo, tejón y mapache. Insectos: Chapulín, chicharra, chicatana, arriera, barrendera, zancudo y gran variedad de gusanos. Especies acuáticas: Camarón de río, cangrejos, blanquillas, mojarra. Reptiles: Víbora de cascabel, coralillo, culebra lechosa. Animales domésticos: Cerdos, gallinas, patos, gatos, perros, chivos, caballos, burros y mulas. |

## Fiestas, danzas y tradiciones
Fiestas populares
El 28, 29 y 30 de noviembre, se celebra San Andrés, el 23 y 24 de junio, se celebra San Juan, en febrero, se celebra fiesta de carnaval.
Tradiciones
Las mayordomías, todos los santos, Navidad, año nuevo, El Dathu, ceremonia de entrega de mandato de autoridad, por los tata mandones.
Danzas
Los maromeros, la tortuga, la malinche, los charcos, el tigre, los tejorones, las mascaritas y la quijada.